# Rozpraszanie widma
Rozpraszanie widma sygnału – metoda polegająca na tym, że z sygnału wąskopasmowego, czyli takiego, który początkowo zajmuje tylko wąskie pasmo widma, w wyniku procesu rozpraszania otrzymuje się sygnał szerokopasmowy (o znacznie szerszym widmie). Rozpraszanie widma umożliwia pracę wielu użytkownikom w tym samym pasmie. Jest to możliwe dzięki zastosowaniu pseudolosowych sekwencji służących do rozpraszania sygnału informacyjnego. Sekwencja rozpraszająca każdego z użytkowników musi być różna (w systemach CDMA i w sieciach bezprzewodowych 802.11 nie jest to zgodne z prawdą, gdyż każdy użytkownik korzysta z tej samej sekwencji rozpraszającej).
Zaletami rozpraszania widma są:
- efektywność wykorzystania pasma może być nawet o rząd większa w porównaniu z systemem wąskopasmowym,
- transmisja radiowa charakteryzuje się wysoką odpornością na zakłócenia,
- możliwość zabezpieczenia danych przed niepożądanym odbiorem, podsłuchem, wykryciem sygnału w otaczającym go szumie.

Do najczęściej stosowanych metod rozpraszania widma należą:
- DS (ang. Direct Sequence) – przez kluczowanie bezpośrednie,
- FH (ang. Frequency Hopping) – rozpraszanie przez skakanie po częstotliwościach,
- TM (ang. Time Hopping) – skakanie w czasie,
- CM (ang. Chirp Modulation) – przemiatanie częstotliwości.

Często w praktyce stosuje się też metody mieszane, łączące wymienione sposoby rozpraszania widma.